# Colui che sussurrava nelle tenebre
Colui che sussurrava nelle tenebre (The Whisperer in Darkness) è un racconto horror scritto da Howard Phillips Lovecraft nel 1930 e appartenente al cosiddetto Ciclo di Cthulhu.

## Trama
Il racconto può essere suddiviso idealmente in due parti. Nella prima, Albert Wilmarth – il narratore – intrattiene un rapporto epistolare con lo studioso Henry Akeley, del Vermont, il quale sostiene di essere entrato in contatto con una misteriosa razza aliena che si nasconde nelle foreste locali: i Mi-go. In lettere sempre più angoscianti e concitate, Akeley racconta al narratore il suo scontro con le creature, che di giorno lo sorvegliano tramite le loro spie umane e ogni notte lo cingono di assedio nella sua casa isolata.
Nella seconda parte, Wilmarth, tranquillizzato dall'ultima lettera di Akeley – dove questi gli assicura di aver scoperto che le intenzioni delle creature sono amichevoli – si reca nel Vermont per conoscerlo di persona, e tiene con lui un lungo colloquio. 
Il suo interlocutore si trova debilitato, in una condizione di non ottima salute, ed è costretto a parlare a voce molto bassa.
Durante le loro conversazioni, Wilmarth percepisce un indefinito senso di disagio, soprattutto per via dello strano modo di parlare di Akeley, che si esprime sussurrando, in un modo vagamente inquietante.
In un macabro finale a sorpresa, Wilmarth scopre che Akeley era stato in realtà rapito e trasportato dalle creature su un altro pianeta (Yuggoth), che l'ultima missiva era un falso e che l'essere con cui aveva parlato, nascosto sotto un corpo fasullo fatto di cera, era in realtà un alieno che aveva assunto le sembianze di Akeley.

## Adattamenti cinematografici
Nel 1993 venne realizzato un adattamento ispirato alla storia intitolato “Whispers” diretto da Brian Yuzna. nel film antologico Necronomicon: The Book of the Dead. 
Una versione cinematografica del racconto è stata prodotta da parte della H.P. Lovecraft Historical Society nel 2011.